# ماسلینیک اسید
ماسلینیک اسید (به انگلیسی: Maslinic acid) با فرمول شیمیایی C۳۰H۴۸O۴ یک ترکیب شیمیایی با شناسه پاب‌کم ۷۳۶۵۹ است. که جرم مولی آن ۴۷۲٫۷۰ g/mol می‌باشد. 